# Crab Orchard and Egyptian Railroad

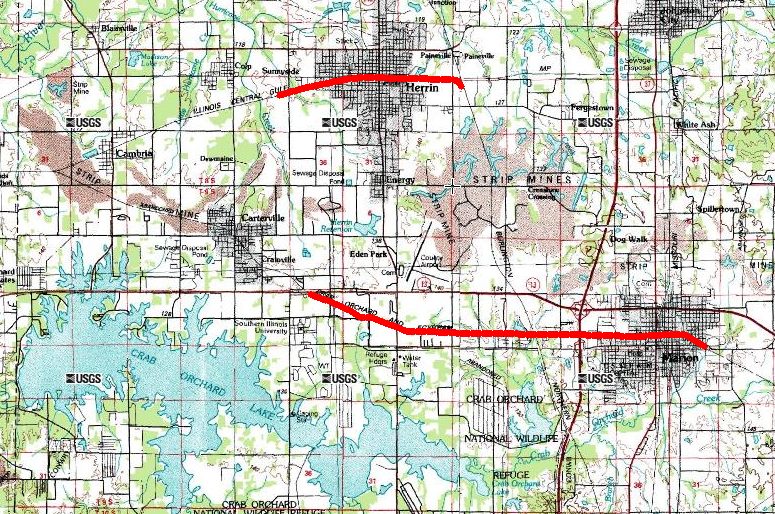
Streckennetz der Crab Orchard and Egyptian Railroad

Die Crab Orchard and Egyptian Railroad (AAR reporting mark: COER) ist eine Rangier-Eisenbahngesellschaft im US-Bundesstaat Illinois.
Die Gesellschaft betreibt mit sieben Angestellten ein Streckennetz von 22,5 Kilometer im Williamson County. In Marion besteht ein Übergang zur Union Pacific Railroad und in Herrin zur BNSF Railway. Die Bahngesellschaft transportiert LKW-Huckepackwagen, Getreide, Düngemittel, Holz, Kohle, Papier, Stahl und weitere Produkte.

## Geschichte
Die Gesellschaft wurde am 2. Juli 1971 von der American Rail Heritage Ltd. gegründet um auf einer Nebenstrecke der Illinois Central Gulf (ICG) einen Ausflugsverkehr mit Dampflokomotiven durchzuführen. Am 29. Mai 1973 begann der Betrieb auf der Strecke von Marion bis nach Ordill. Am 13. Juni 1977 brannte das als Wagenremise genutzte ICG-Depot in Marion nieder. Dabei wurden zwei der sechs Personenwagen zerstört. Im Oktober 1978 wurde der Personenverkehr eingestellt. 
Bereits im Oktober 1977 hatte die Gesellschaft jedoch von der ICG die 14,5 Kilometer lange Strecke von Ordill über Marion bis Mande erworben. Am 18. Oktober 1977 nahm sie den regelmäßigen Güterverkehr auf der Strecke auf und sicherte somit den Bestand des Unternehmens. Dabei nutzte die Crab Orchard and Egyptian Railroad eine Dampflokomotive. Zusätzlich begann im Dezember 1978 der Transport von LKWs im Huckepackverkehr. 
Am 11. September 1987 erwarb man von der ICG die acht Kilometer lange Strecke von Herrin Junction bis zum Herrin Yard.
Ende 2012 wurde das Vermögen an die Progressive Rail verkauft. Diese betreibt die Bahnstrecke jetzt unter der Firma Crab Orchard and Egyptian Railway.

## Fahrzeugpark
Die Crab Orchard and Egyptian Railroad nahm den Betrieb 1973 mit einer 1'B1'-Tenderlokomotive (Nr. 5) auf. 1973/74 wurde die Lok in eine Schlepptenderlokomotive umgebaut. 1985 wurde sie veräußert. 1975 erwarb man zusätzlich eine 1'D-Güterzuglokomotive (Nr. 17) die bis zum 8. September 1986 in Betrieb war. Dies war der letzte Planeinsatz einer Dampflokomotive im Güterverkehr in den Vereinigten Staaten.
Ersetzt wurden die Dampflokomotiven durch zwei EMD SW1200 (Nr. 1136 und 1161). Daneben ist noch eine EMD SW1 (Nr. 6) im Fahrzeugbestand.
Zeitweilig wurde auch eine Davenport 35-ton-Switcher (Nr. 1) eingesetzt.